# Minería de carbón

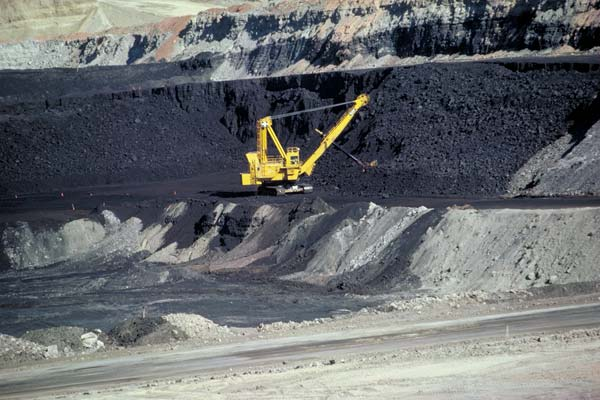
Minería superficial de carbón en Wyoming en los Estados Unidos.

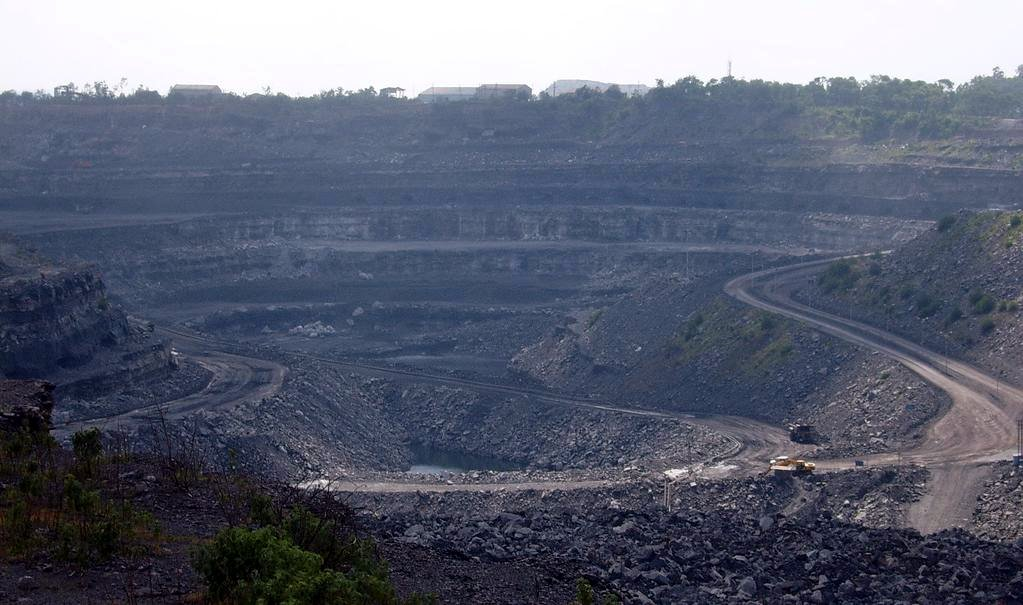
Una mina de carbón en Bihar, India.

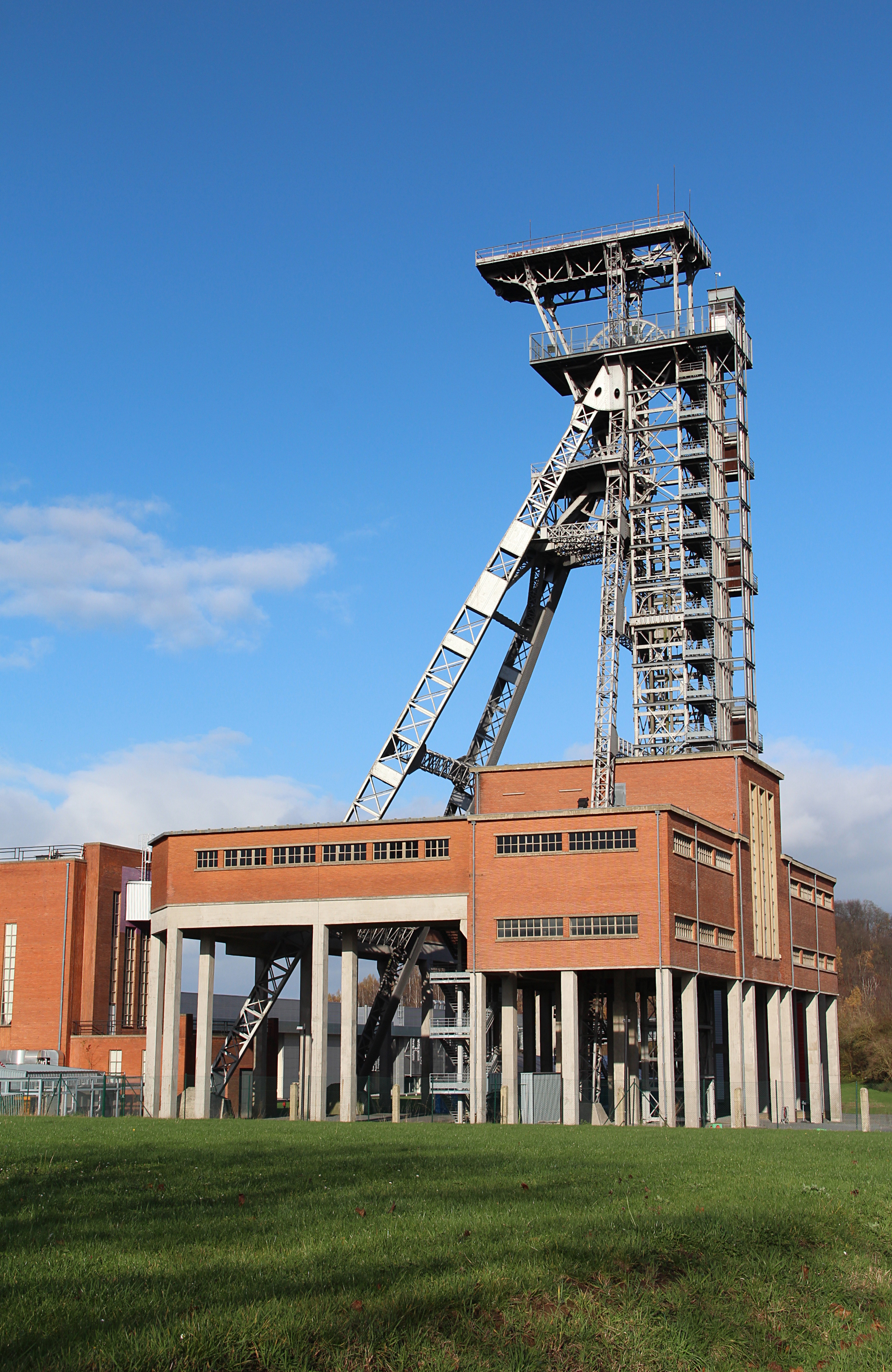
Una mina de carbón en Frameries, Bélgica.

El objetivo de la minería de carbón es la obtención de carbón y a veces otros recursos del suelo. El carbón es valorado por su contenido energético y, desde la década de 1880, ha sido ampliamente utilizado para generar electricidad. Las industrias de acero y cemento usan carbón como combustible para la extracción de hierro de rocas y minerales y para la producción de cemento.
La minería de carbón ha tenido en años recientes varios avances, desde los tiempos de hombres haciendo túneles, excavando y extrayendo manualmente el carbón en carros hasta minas al cielo abierto y de frente largo. La minería a esta escala requiere el uso de dragalinas, camiones, sistemas de transporte, gatos hidráulicos y pinzas.

## Historia

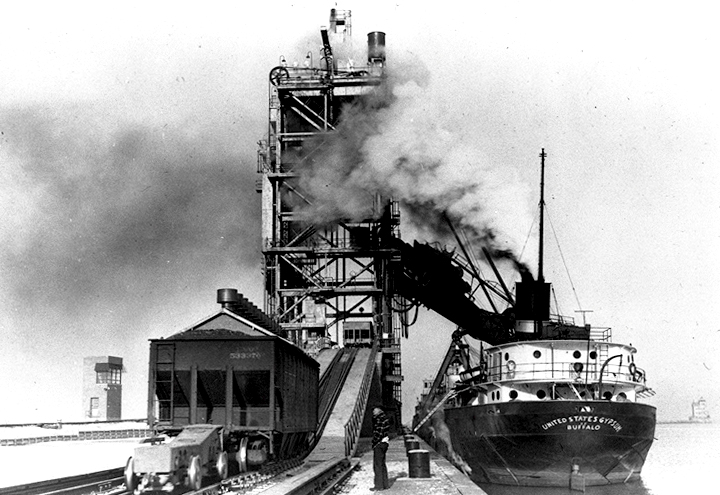
Los barcos eran usados para transportar carbón.

La minería de depósitos superficiales a pequeña escala datan de hace miles de años. Por ejemplo,  los romanos explotaban la mayoría de los campos de carbón (salvo los pertenecientes al norte y sur de Staffordshire) para el término del S II d.C. Mientras que la mayoría de su uso permanecía local, un comercio latente se desarrollaba a lo largo de la costa del Mar del Norte abasteciendo de carbón a Yorkshire y Londres.
La Revolución Industrial, la cual se inició en Gran Bretaña en el siglo XVIII y que posteriormente se expandió a Europa continental y Norteamérica, se basó en la habilidad del carbón para mover las máquinas de vapor. El comercio internacional se expandió exponencialmente cuando los motores basados en carbón fueron construidos para los trenes y barcos de vapor. Las nuevas minas que crecieron en el s. XIX dependieron de hombres y niños para trabajar largas horas muchas veces en condiciones laborales arriesgadas. Había demasiadas minas de carbón, pero las más antiguas se encontraban en Newcastle y Durham, Gales del Sur, el Cinturón central de Escocia y las Tierras Media, tales como las de Coalbrookdale.
La mina-profunda más antigua trabajada de forma continua en el Reino Unido es la Torre de Mina de Carbón en los valles del sur de Gales en el corazón de los campos de carbón de Gales del sur. Esta minería fue desarrollada en 1805, y sus mineros la compraron al final del S XX, para evitar su clausura. La Torre de minería finalmente cerró el 25 de enero de 2008, a pesar que existe producción generada en mina a la deriva Aberpergwm, propiedad de Walter Energy.
El carbón fue objeto de la minería en América en los inicios del s. XVIII y la minería comercial comenzó alrededor de 1730 en Midlothian, Virginia. A comienzos del siglo XIX se inicia la minería en el sur de Chile, en la Provincia de Concepción, y luego, en 1849, surge la mayor explotación de carbón a nivel comercial en ese país en la cuenca carbonífera de Arauco, levantándose un conjunto de ciudades mineras como Coronel, Lota, Lebu y Curanilahue, hacia donde llegaron los principales inventos de la época (máquinas a vapor, ferrocarril, electricidad, entre otros).
Las máquinas cortadoras de carbón se inventaron en los 1880s. Antes de esta creación, el carbón era picado de forma subterránea con un pico y una pala. Por 1912, la minería superficial era conducida por palas de vapor diseñadas para minería de carbón.

## Métodos de extracción del carbón
El método más económico para la extracción de mantos carbón depende de su profundidad y calidad, y de los factores geológicos y ambientales. Los procesos de minería de carbón están diferenciados si operan en la superficie o en el subsuelo. Muchos carbones extraídos tanto en superficies como en minas subterráneas requieren de un lavado en una planta preparadora de carbón. Las factibilidades tanto técnicas como económicas son evaluadas basadas en: las condiciones geológicas locales, las características de los materiales que estén por encima del carbón, la continuidad de los mantos, ancho, tipo de estructura, calidad y profundidad; la fortaleza de los materiales debajo y encima de los mantos; la topografía (especialmente altitud y pendiente); clima; el dueño de la tierra, ya que afecta a la disponibilidad de la tierra para minería y acceso; los patrones de drenaje de la superficie; las condiciones del agua del suelo; disponibilidad de fuerza laboral y materiales; requerimientos del comprador de carbón en términos de tonelaje, calidad, y destino; y los requerimientos del capital de inversión.
La minería superficial y la minería subterránea profunda son dos métodos básicos de minería. La decisión del método de minería depende primordialmente en la profundidad de la excavación, del espesor de las rocas que se encuentren encima del carbón y el espesor de los mantos de carbón. Mantos relativamente cerca de la superficie, en profundidades menores de aproximadamente 50 m (180 pies), se extraen mediante minería superficial.
El carbón que aparece a profundidades de 50 a 100 m (180 a 300 pies) usualmente, se extraen mediante minería subterránea, pero en algunos casos las técnicas de minería superficial se pueden utilizar. Por ejemplo, en el occidente de EE. UU. algunos depósitos de carbón en profundidades de aproximadamente 60 m (200 pies) son extraídos mediante métodos de minería a cielo abierto, dado el espesor del material que los cubre 20–30 m (60–90 pies). El carbón presente debajo de los 100 m (300 pies) son usualmente extraídos mediante minería subterránea. Sin embargo, existen operaciones de minería a cielo abierto en Alemania, trabajando en mantos de carbón de 300–450 m (1000–1500 pies) debajo del suelo, en Tagebau Hambach.

### Minería superficial moderna

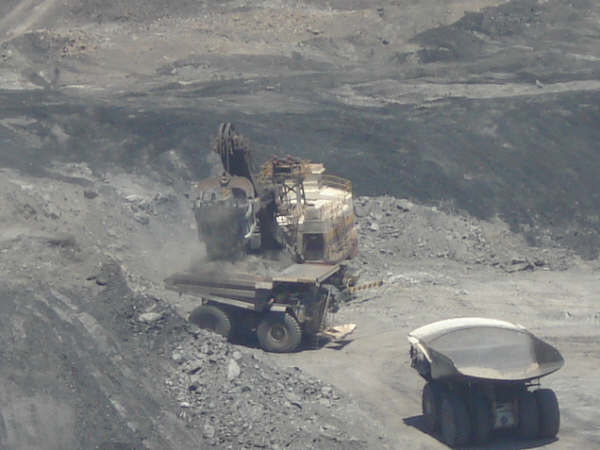
Carros cargados de carbón en la mina de carbón Cerrejón en Colombia

Cuando los mantos de carbón se encuentran cerca de la superficie, es más económico extraer el carbón utilizando las llamadas técnicas a cielo abierto. La minería a cielo abierto recupera una proporción más grande de carbón que los métodos subterráneos. Las minas a cielo abierto pueden llegar a cubrir áreas de aproximadamente varios kilómetros cuadrados y usar piezas de equipos más largas. Este equipo pude incluir el siguiente: dragalinas encargadas de quitar los materiales encontrados encima de los depósitos de carbón,  palas, grandes camiones para transportar tanto el carbón como el material superior removido, excavadora de rueda de cangilones y transportadoras. En este proceso de minería, los explosivos son usados primero para romper a través de la superficie, o cualquier material por encima del área de minería. Se remueve el escombro con dragalinas o palas y camiones. Una vez que los mantos de carbón se encuentran expuestos, son taladrados, fracturados y minados a fondo en franjas. El carbón es posteriormente cargado en grandes camiones para el transporte hacia la planta preparadora de carbón o directamente donde será utilizado.
En las minas de cielo abierto de Estados Unidos se extrae hulla. En Canadá, Australia y Sudáfrica la minería a cielo abierto es usada tanto para carbón térmico como para metalúrgico. En Nueva Gales del Sur la minería a cielo abierto para la obtención de antracita es practicada. El 80 % de la producción en Australia se debe a minería superficial, mientras que en EE. UU. representa el 67 %. Mundialmente, alrededor del 40 % de la producción de carbón involucra minería superficial.

#### Minería por franjas
La minería por franjas expone el carbón a través de remover las rocas encima de los mantos de carbón en cortes largos o tiras. Las rocas de la primera tira es depositada en un área fuera del área de minería. Las rocas del corte subsecuente es depositada como relleno en el corte anterior removido. Usualmente el proceso consiste en taladrar la tira de roca pegada a la tira anteriormente excavada.
Los agujeros se llenan de explosivos y se explotan. La sobrecarga se retira a continuación, utilizando equipos de movimiento de tierra de gran tamaño como dragas, pala y camiones, excavadoras y camiones, o excavadoras de rueda de cangilones transportadores. Esta sobrecarga se pone en la franja previamente extraída (y ahora vacía). Cuando se elimina toda la sobrecarga, la veta de carbón subyacente estará expuesta (un 'bloque' de carbón). Este bloque de carbón puede ser perforado y explotado (si está duro) o de lo contrario será cargado en camiones o transportadores para el transporte a la planta de preparación (o lavado) de carbón. Una vez que esta tira está vacía de carbón, se repite el proceso con una nueva tira creada junto a ésta. Este método es el más adecuado para áreas con terreno plano.
El equipo a utilizar depende de las condiciones geológicas. Por ejemplo, para eliminar las rocas que están sueltas o no consolidadas, una excavadora de rueda de cangilones podría ser el más productivo. La vida de algunas minas de la zona puede ser más de 50 años.

#### Minería de contorno
El método de extracción de contorno consiste en retirar el material estéril encima de los mantos de carbón, siguiendo las curvas de nivel a lo largo de una acción de carbón sin la eliminación del escombro.

#### Minería de retiro de cimas montañosas
La minería de carbón de cima de montaña es una práctica de minería de superficie que implica la remoción de cimas de las montañas para exponer las vetas de carbón, y la eliminación del escombro asociado a la minería en "valles de llenado" adyacentes. El llenado de valles ocurre en terreno escarpado donde hay alternativas de disposición limitadas.
La minería de retiro de cimas montañosas combina los métodos de minería de área y contorno. En áreas con terreno ondulado o empinado con una veta de carbón producida cerca de la cima de una loma o colina, toda la parte superior se retira en una serie de cortes paralelos. El escombro se deposita en los valles y hondonadas cercanas. Este método por lo general deja cimas y colinas como mesetas planas. El proceso es muy controversial por los drásticos cambios en la topografía, por el rellenado valles con los desechos de minería, y por la cobertura de flujos y perturbación de los ecosistemas.
El despojo se coloca a la cabeza de un valle estrecho, empinado o hueco. En preparación para el llenado de esta zona, la vegetación y el suelo se eliminan y un drenaje de roca se construye por el centro del área por cubrir, donde existía previamente un curso de drenaje natural. Cuando se completa el llenado, en este drenaje inferior se formará un sistema de escurrimiento continuo de agua desde el extremo superior del valle hasta el extremo inferior del relleno.

### Minería subterránea

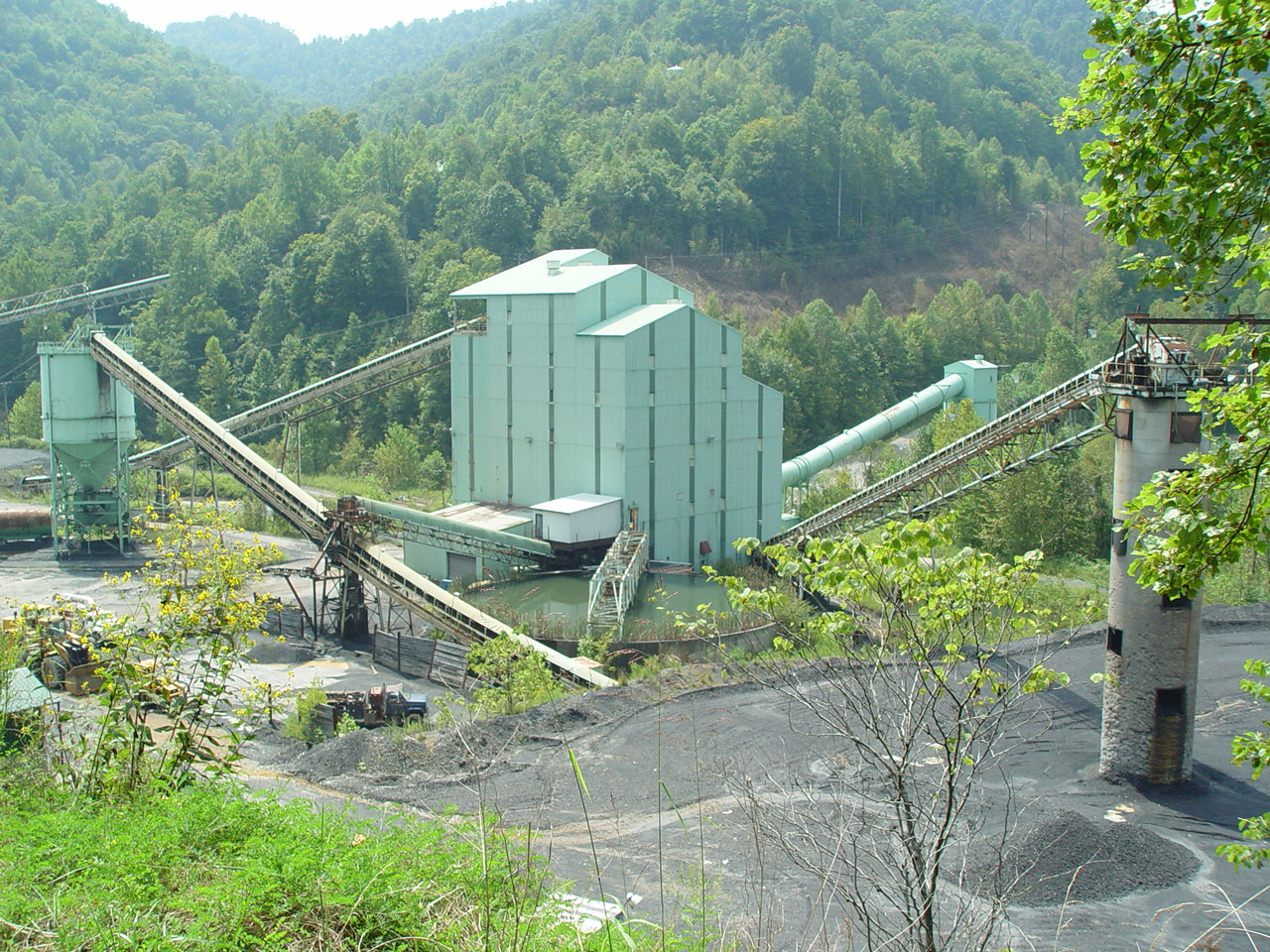
Coal wash plant in Clay County, Kentucky

La mayoría de las grietas de carbón son demasiado profundas para la minería a cielo abierto y requieren la minería subterránea, un método que actualmente representa alrededor del 60 por ciento de producción mundial de carbón En minería subterránea, el método de cámaras y pilares avanza a lo largo de la grieta, mientras pilares y maderas se quedan de pie para soportar el techo de la mina. Una vez que las minas de cámaras y pilares se han desarrollado a un punto de parada (limitado por la geología, la ventilación, o la economía), una versión complementaria la minería de cámara y pilar, denominada segunda minería o minería de retirada, es comúnmente iniciada. Los mineros remueven el carbón en los pilares, recuperando de este modo tanto carbón de la grieta como sea posible. Un área de trabajo envuelta en la extracción de los pilares es llamada una sección pilar.
Las secciones pilar modernas utilizan equipos controlados a distancia, incluyendo grandes soportes de techos móviles hidráulicos, que pueden prevenir derrumbes hasta que los mineros y su equipo hayan dejado el área de trabajo. Los soportes móviles de techo son similares a una mesa grande de comedor, pero con gatos hidráulicos como piernas. Después de que los grandes pilares de carbón han sido extraídos, las piernas del soporte móvil techo se acortan y se retira a una zona segura. El techo de la mina normalmente se hunde una vez que el soporte de techo móvil abandona el área.
Hay seis principales métodos de minería subterránea:
- La minería de muro alto representa alrededor del 50 por ciento de la producción subterránea. La cortadora de muro alto tiene un frente de 300 m (1000 pies) o más. Es una máquina sofisticada con un tambor giratorio que se mueve mecánicamente atrás y adelante a través de una grieta de carbón ancha. El carbón flojo cae en una línea que lleva el carbón al cinturón transportador para ser retirado del área de trabajo. Los sistemas de muro alto tienen su propio techo hidráulico de soporte que avanza con la máquina mientras la minería progresa. Mientras el equipo de minería de muro alto avanza, la roca suprayacente que ya no es soportada por carbón es permitida que caiga atrás de la operación de forma controlada. Los soportes hacen posible niveles altos de producción y seguridad. Los sensores detectan cuanto carbón queda en la grieta mientras que los controles robóticos mejoran la eficiencia. El sistema de muro alto permite un índice de recuperación de carbón del 60 al 100 % cuando la geología circundante lo permite. Una vez que el carbón es removido, usualmente el 75 % de esta sección, el techo es permitido para colapsar de forma segura.[11]

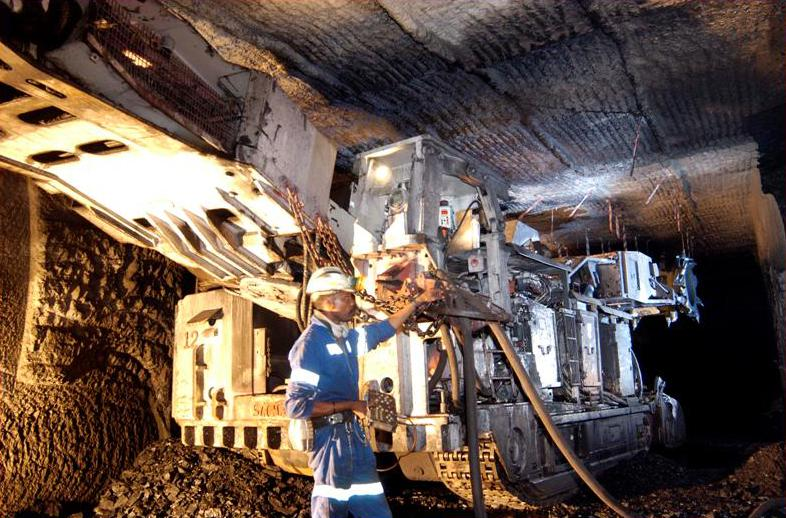
Remote Joy HM21 Continuous Miner used underground

- La minería continua utiliza una máquina minera continua con un tambor de acero giratorio equipado con dientes de carburo de tungsteno que raspan carbón de la grieta. Operando en un sistema “cámara y pilar”—donde la mina se divide en series de “cámaras” de 5-10 m (20-30 pies) o áreas de trabajo cortadas en camas de carbón—puede extraer 5 toneladas de carbón por minuto por mucho, más de lo que una mina sin mecanizar de los 1920s podía producir en un día completo. Las excavaciones continuas representan alrededor del 45 % de la producción de carbón subterránea. Las transportadoras se llevan el carbón removido de la grieta. Mineros continuos controlados remotamente son utilizados para trabajar en un variedad de grietas y condiciones difíciles, y versiones robóticas controladas por computadoras se están volviendo más comunes. Minería continua es una denominación errónea, debido a que la minería de cámara y pilar es muy cíclica. En los Estados Unidos, se puede cortar generalmente 6 m (20 pies) (o un poco más con permiso de la Administración de Seguridad y Salud Minera) (12 m o aproximadamente 40 pies en Sudáfrica antes de la que el minero continuo se salga y el techo sea soportado por la máquina Bolter), tras lo que el frente debe ser examinado antes de que se pueda volver a avanzar. Durante el chequeo, el minero "continuo" se mueve a otro frente. Algunos mineros continuos pueden cerner y limpiar el frente mientras corta el carbón, mientras un personal entrenado es capaz de avanzar la ventilación, para realmente ganarse la etiqueta de "continuo". Sin embargo, pocas minas son capaces de lograrlo. La mayoría de las máquinas mineras continuas en uso en los EE.UU. no tienen la habilidad de cerner y limpiar. Esto puede ser en gran parte debido a que la incorporación de la posibilidad de cerner hace a las máquinas más amplias, y por lo tanto, menos maniobrables.
- La minería de cámara y pilar consiste en la extracción en depósitos de carbón mediante el corte de una red de cámaras en la grieta de carbón. Se dejan pilares de carbón para lograr soportar el techo. Los pilares pueden representar hasta el 40 % del total de carbón en la grieta, sin importar si había espacio para dejar carbón de piso y techo existe evidencia de excavaciones a cielo abierto recientes que los operadores del s. XVIII usaban una variedad de técnicas de cámara y pilar para remover el 92 % del carbón del lugar. Sin embargo, esto puede ser extraído en una etapa posterior.[11]
- La minería explosiva, es una práctica vieja de minería que utiliza explosivos como dinamita para romper la grieta de carbón, tras lo que el carbón es recaudado y cargado en coches de transporte o bandas transportadoras para moverlos a un área central de carga. Este proceso consiste en una seria de operaciones que empiezan con el corte de camas de carbón para que puedan romperse fácilmente con explosivos. Este tipo de minería representa menos del 5 % de la producción total subterránea en EE.UU. actualmente.
- Minería de pared corta, un método que actualmente representa menos del 1 % de la producción de carbón, involucra el uso de una máquina minera continua con soportes de techo móviles, similar a la de muro alto. La máquina corta paneles de carbón de 40 a 60 m (150 a 200 pies) de ancho y más de media milla (1 km) de largo, considerando factores como estratos geológicos.
- La minería de retirada es un método en el cual los pilares o costillas de carbón usados para soportar el techo de la mina son extraídos; dejando que el techo de la mina colapse mientras que los trabajos de minería van retrocediendo hacia la entrada. Esta es una de las formas más peligrosas de excavación, debido a la imperfecta predicción de cuándo el techo colapsará y posiblemente atrapando o aplastando trabajadores dentro de las minas.

## Producción

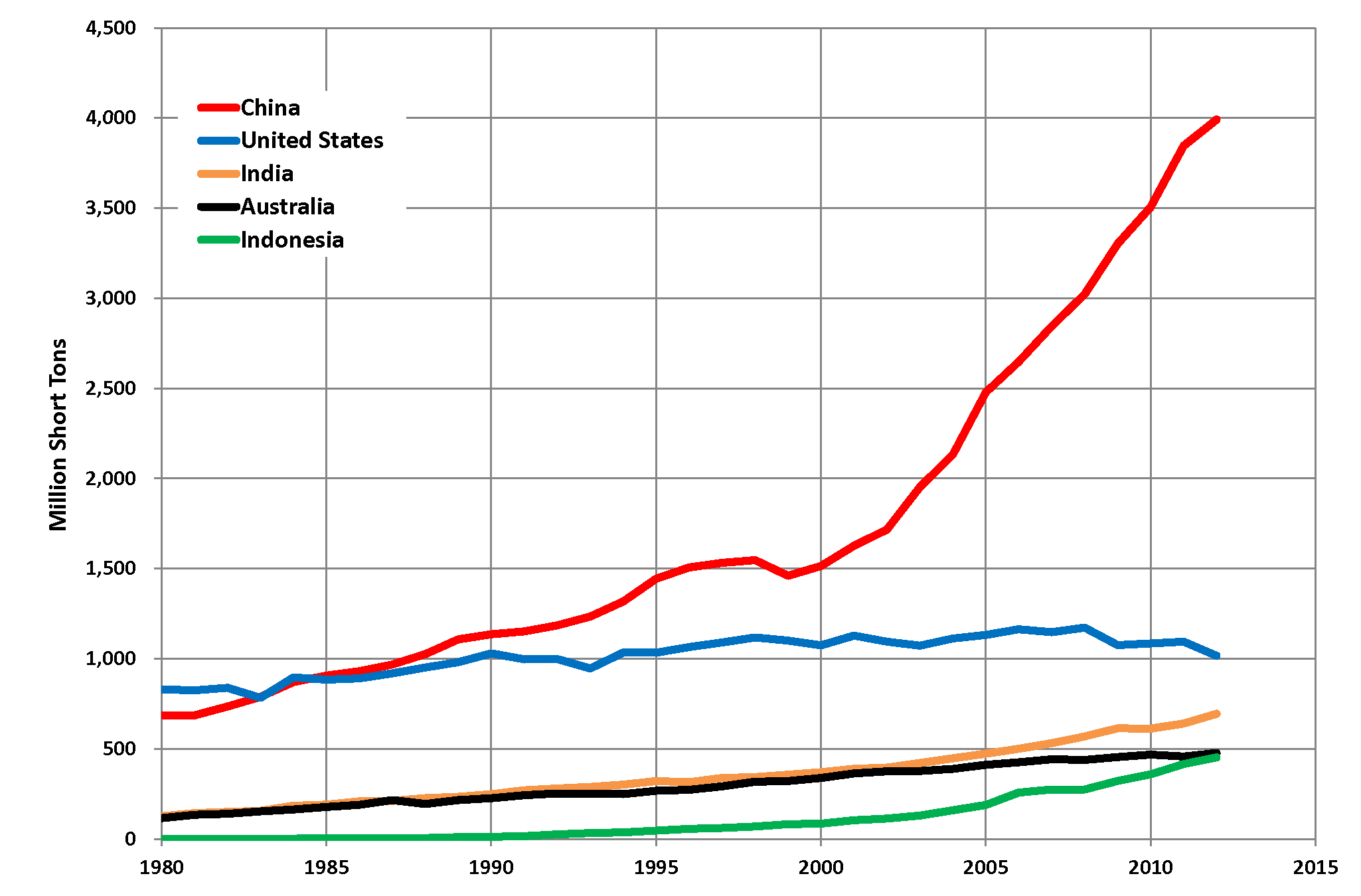
Tendencia de la producción de carbón de 1980 a 2012 en los primeros 5 países productores de carbón

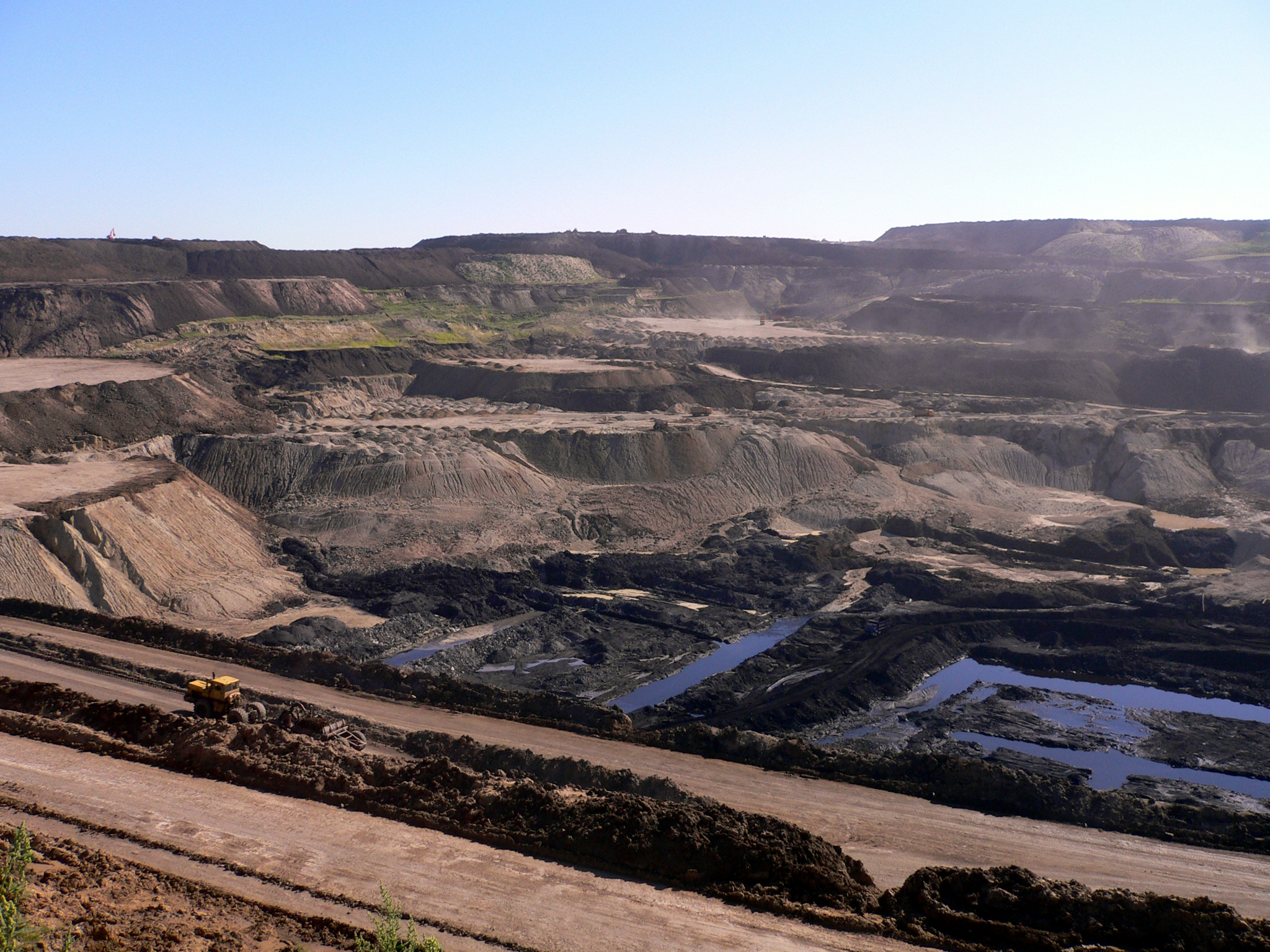
Mina de carbón en China

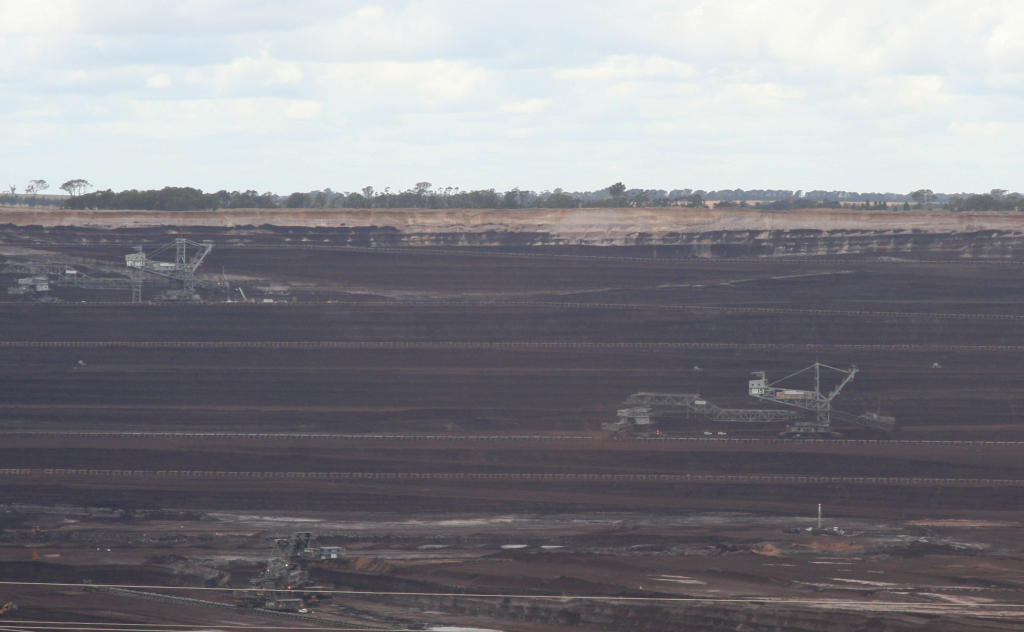
Mina de carbón en Australia

El carbón es comercialmente obtenido en alrededor de 50 países. Aproximadamente 7036 Mt/año de antracita es producida actualmente, un incremento substancial a lo largo de los 25 últimos años. En el 2006, la producción mundial de lignito  fue de un poco más de 1000 Mt, con Alemania como el productor más grande con 194.4 Mt, y China como segundo con 100.6 Mt.
La producción de carbón ha crecido más rápidamente en Asia, mientras que en Europa ha disminuido. Las naciones más grandes productoras de carbón (en 2009 en Millones de toneladas) son:
- China (3050 Mt)
- Estados Unidos (973 Mt)
- India (557 Mt)
- Australia (409 Mt)
- Rusia (298 Mt)
- Indonesia (252 Mt)
- Sudáfrica (250 Mt)
- Polonia (135 Mt)
- Kazajistán (101 Mt)
- Colombia (75 Mt)

La mayoría de la producción de carbón es utilizada en su país de origen, con alrededor del 16 % de la producción de carbón duro siendo exportada.
Se espera que la producción global de carbón alcance 7000 Mt/año en 2030 (Actualización requerida, ya que la producción de carbón actualmente ya pasó dicha cifra, siendo 13 000 Mt/año la nueva cifra esperada para 2030), con China siendo el responsable de la mayoría de este aumento. La producción de carbón térmico está esperada en 5200 Mt/año; el carbón de coque con 620 Mt/año; y el carbón marrón con 1200 Mt/año.
Las reservas de carbón están disponibles en casi todos los países del mundo con reservas recuperable en aproximadamente 70 países. Con los niveles actuales de producción se estima que las reservas de carbón duren 147 años. Sin embargo, los niveles de producción están en incremento y algunos estiman que el pico del carbón podrían llegar a algunos países como China y América alrededor del año 2030. Las reservas de carbón son usualmente clasificadas como (1) "Recursos" ("medidos" + "indicados" + "inferidos" = "recursos"), y posteriormente, un número más pequeño, muchas veces del 10-20 % de los "recursos," (2) Reservas de "corrida de mina", y finalmente (3) "reservas comerciables", las cuales son como el 60 % de las reservas de corrida de mina. Los estándares para las reservas son establecidos por el intercambio de acciones, junto con la consulta de asociaciones industriales. Por ejemplo, en la Asociación de Naciones del Sudeste Asiáticolos estándares de las reservas de los países siguen el Código del Comité de la Unión Australiana-asiática de las Reservas de Minerales utilizado por el Mercado de Valores de Australia.

## Minería moderna

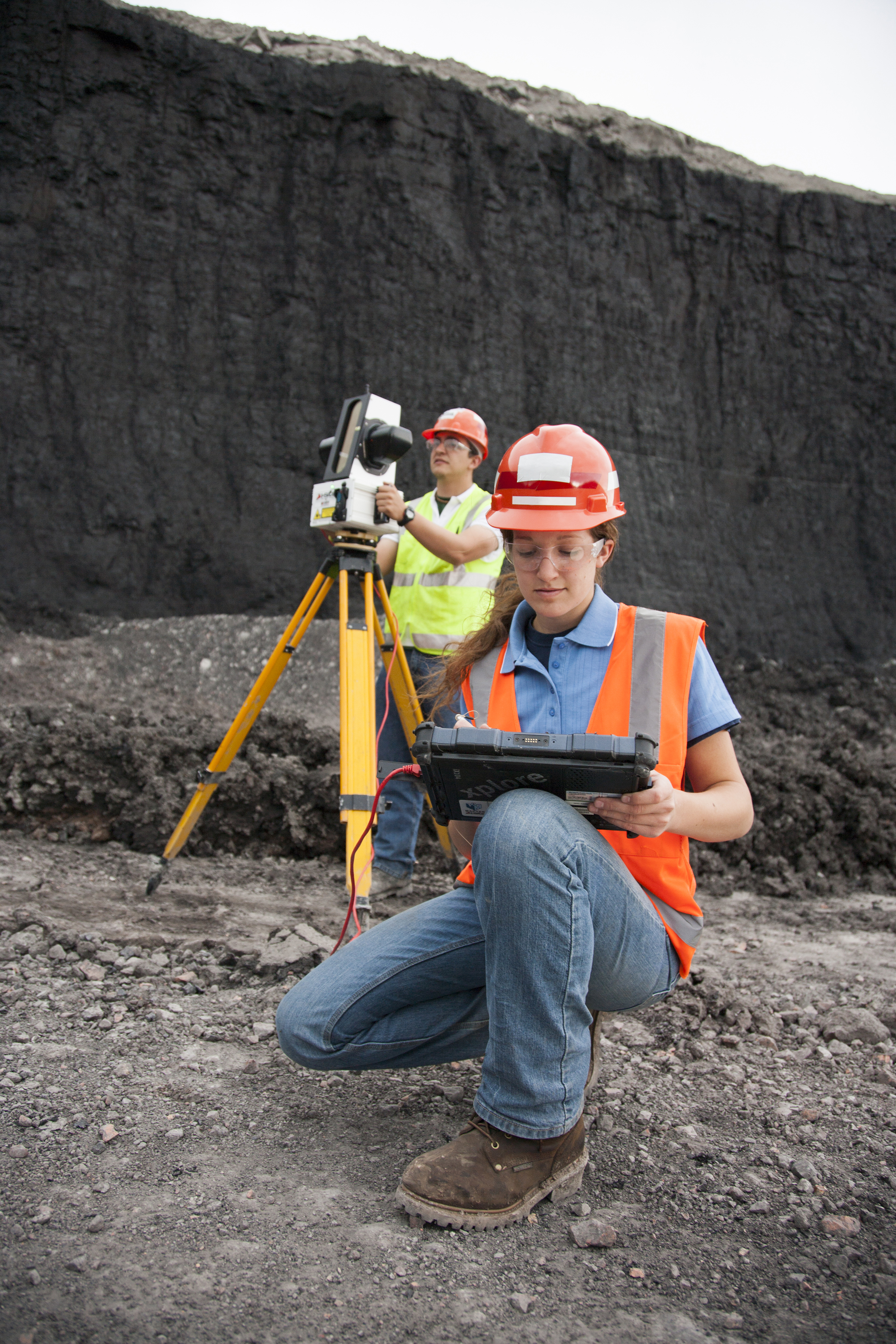
Láser perforando un sitio de minería por un minero de carbón usando un escáner láser Maptek I en 2014.

Los avances tecnológicos han hecho a la minería de carbón más productiva que nunca. Para ir a la mano con la tecnología y extraer carbón tan eficientemente como sea posible, el personal de la minería moderna debe estar bien entrenado en el uso de instrumentos y equipo del estado del arte y contar con grandes habilidades. Muchos trabajos requieren de grados universitarios de cuatro años. El conocimiento computacional también se ha vuelto valorado en la industria, debido a que la mayoría de las máquinas y sistemas de seguridad están computerizados.
El uso de equipo de sensores sofisticados para monitorizar la calidad del aire es común y ha reemplazado el uso de pequeños animales como canarios, referidos comúnmente como "canarios mineros".
En los EE.UU., el incremento en la tecnología ha decrementado enormemente la fuerza laboral minera de 335 000 mineros de carbón trabajando en 7200 minas hace 50 años a 104 824 mineros trabajando actualmente en menos de 2000 minas.

## Seguridad

### Peligros para los mineros

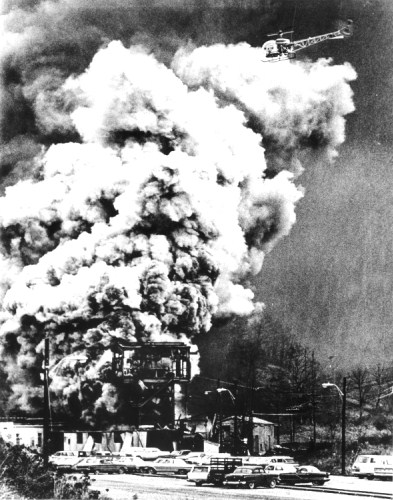
El desastre de la mina de Farmington mata a 78. Virginia Occidental, EE. UU., 1968.

Históricamente, la minería del carbón ha sido una actividad muy peligrosa y la lista de desastres mineros de carbón históricos es larga. Sólo en los EE.UU., más de 100 000 mineros de carbón murieron en accidentes en el siglo XX, con más de 3200 muertos tan sólo en 1907. Los peligros en minería de corte abierto son principalmente fallas en la pared de las minas y colisiones de vehículos; peligros de minería subterránea incluyen asfixia, intoxicación por gas, colapso del techo y las explosiones de gas.
Las explosiones por Grisú pueden desencadenar las explosiones de polvo de carbón mucho más peligrosas, que pueden afectar a toda una fosa. La mayor parte de estos riesgos se pueden reducir en gran medida en las minas modernas, y varios incidentes mortales son ahora poco frecuente en algunas partes del mundo desarrollado. La minería moderna ha resultado en los Estados Unidos en aproximadamente 30 muertes al año por accidentes de minas.
Sin embargo, en los países menos desarrollados y algunos países en desarrollo, muchos mineros siguen muriendo cada año, ya sea por accidentes directos en minas de carbón o por consecuencias adversas de salud por trabajar en malas condiciones. China, en particular, tiene el mayor índice de muertes relacionados con la minería de carbón, con estadísticas oficiales declarando 6027 muertes ocurridas en 2004. Para comparar, 28 muertes fueron reportadas en los EE. UU. el mismo año. La producción de carbón en China es del doble de la de los Estados Unidos, mientras que el número de mineros es de 50 veces más que el de EE. UU., haciendo que las muertes en las minas de carbón sean cuatro veces más común por trabajador que en Estados Unidos.
En 2006, los accidentes de trabajo mortales entre los mineros en los EE.UU. duplicaron con respecto al año anterior, totalizando 47,24. Estas cifras pueden atribuirse en parte al desastrede la mina de Sago de enero de 2006. El accidente del 2007 en la mina del Cañón Crandall de Utah donde nueve mineros murieron y seis fueron sepultados, habla del aumento de los riesgos laborales que enfrentan los mineros de Estados Unidos. Más recientemente, el desastre de la Gran Mina de la Franja Superior en Virginia del Oeste mató a 29 mineros en abril de 2010.
Enfermedades pulmonares crónicas, como la neumoconiosis fueron comunes en los mineros, llevando a la reducción de su esperanza de vida. En algunos países mineros, esta enfermedad es aún común, con 4000 nuevos casos cada año en los Estados Unidos (4 % de los trabajadores anuales) y 10 000 nuevos casos en China (0.2 % de los trabajadores). Las tasas pueden ser mayores que las reportadas en ciertas regiones.
Los nacimientos de gases peligrosos son conocidos como humedales, posiblemente por la palabra alemana "Dampf" que significa vapor:
- Humedal negro: una mezcla de dióxido de carbono y nitrógeno en una mina puede causar sofocamiento y es formado por el resultado de la corrosión en lugares cerrados.
- Humedal posterior: similar al anterior, este consiste en monóxido de carbono, dióxido de carbono y nitrógeno y se forma tran la explosión en una mina.
- Humedal de fuego: consiste mayoritariamente de metano, un gas altamente inflamable que explota entre 5 % y 15 %- al 25 % causa asfixia.
- Humedal apestoso: llamado por el olor a huevo podrido del gas de ácido sulfhídrico, puede explotar y ser muy tóxico.
- Humedal blanco: aire con monóxido de carbono a pequeñas concentraciones.

### Tiempos más seguros en la minería moderna
Las mejoras en los métodos de minería, monitoreo de gases venenosos, drenado de gases, equipo eléctrico y sistemas de ventilación han reducido muchos de los riesgos, como caídas de rocas, explosiones y calidad de aire no saludable. Análisis estadísticos hechos por la Administración de la Seguridad de las Minas del Departamento de Trabajo de los Estados Unidos mostraron que entre 1990 y 2004, la industria erradicó más de la mitad de los accidentes y la tasa de mortalidad en 2/3. Sin embargo,  de acuerdo con el Buró de Estadísticas Laborales, la minería se mantiene como la segunda ocupación más peligrosa de América. Los gases liberados durante el proceso de extracción pueden ser recuperados para generar electricidad y para mejor la seguridad de los trabajadores con máquinas de gas. Otra innovación de años recientes es el uso de respiraderos de circuito cerrado de escape, los cuales contienen oxígeno para situaciones donde la ventilación de la mina esté comprometida.

## Impacto ambiental
La minería del carbón puede dar lugar a una serie de efectos adversos en el medio ambiente. Estados Unidos, específicamente la superficie Ley de Recuperación de 1977 el Control y la Minería. Escombreras (relaves) producen drenajes ácidos de mina que puede filtrarse en los cursos de agua y acuíferos, con consecuencias sobre la salud ecológica y humana. Si túneles de las minas subterráneas de colapso, que provocan el hundimiento de la tierra por encima. El hundimiento puede dañar los edificios, e interrumpir el flujo de los arroyos y ríos al interferir con el drenaje natural. Durante las operaciones mineras actuales, de metano, un gas de efecto invernadero conocido, puede ser liberado en el aire. Y por el movimiento, el almacenamiento y redistribución de suelo, la comunidad de microorganismos y procesos de ciclo de nutrientes puede ser interrumpido.
En 1966 se produjo la Catástrofe de Aberfan en Gales, donde se derrumbó una pila de escombros de un coladero, que sepulto una escuela y mató a 116 niños y 28 adultos. Otros accidentes que involucran desechos de carbón incluyen el derrame de lodo de carbón del condado de Martin (EE.UU., 2000) y el derrame de la mina de carbón de Obed Mountain (Canadá, 2013).

## Minería de carbón por país

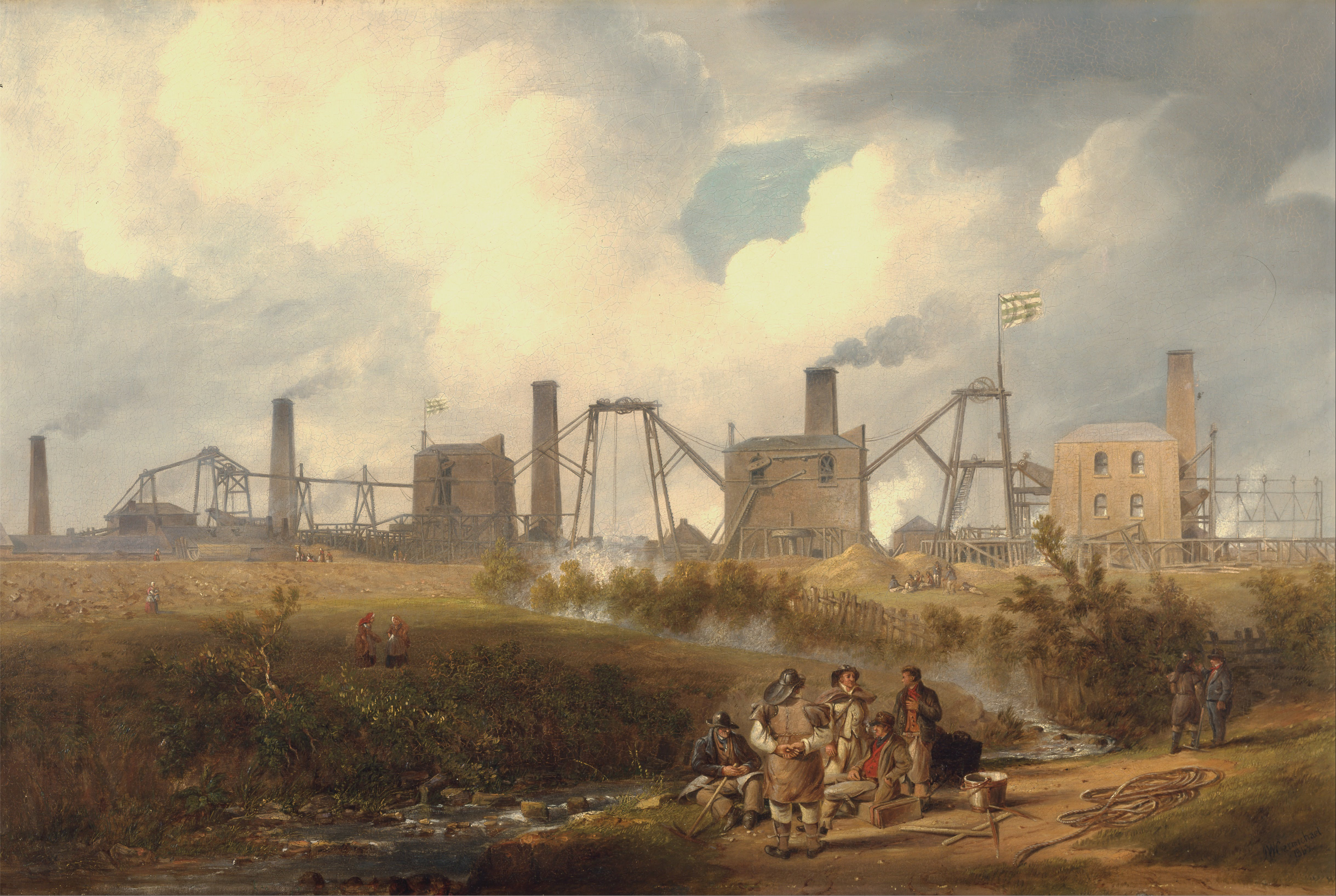
Una vista de la mina de carbón de Murton cerca de Seaham, Reino Unido, 1843

Los diez mayores países productores de carbón marrón y duro en 2012 fueron (en millones de toneladas métricas): China 3,621, Estados Unidos 922, India  629, Australia 432, Indonesia 410, Rusia 351, Sudáfrica 261, Alemania 196, Polonia 144, y Kazajistán 122.

### Australia
La minería de carbón existe en todos los estados de Australia. Es usado principalmente para generar electricidad y 75 % de la producción anual de carbón es exportada, mayoritariamente al este de Asia. El carbón provee alrededor del 85 % de la electricidad producida en Australia. En 2007, 428 millones de toneladas de carbón fueron extraídas en Australia.

### Canadá
Canadá fue clasificado como el decimoquinto productor mundial de carbón en 2010, con una producción total de 67.9 millones de toneladas. Las reservas de carbón canadienses, las número 12 más grandes del mundo, están localizadas en la provincia de Alberta.
Las primeras minas de carbón de Norteamérica estaban localizadas en Acantilados fosilíferos de Joggins y Puerto Morien, Nueva Escocia, extraídos por los colonizadores franceses empezando a los finales de los 1600s. El carbón fue utilizado por la guardia británica en la construcción de la Fortaleza de Luisburgo.

### China
China es por mucho el mayor productor de carbón del mundo, produciendo alrededor de 2.8 billones de toneladas de carbón en 2007, o aproximadamente el 39.8 % de todo el carbón producido en el mundo al mismo año. Como comparación, el segundo productor más grande, EE.UU., produce más de 1.1 billón de toneladas en el 2007. Un estimado de 5 millones de personas trabajan en la industria minera de carbón en China. Mueren aproximadamente 20 000 mineros por año. La mayoría de las minas chinas están en el subsuelo profundo. A pesar que existe evidencia de recuperaciones de suelos excavados usados como parques, China no ha hecho una recuperación extensa y está creando acres de minas abandonadas, suelo inútil para la agricultura o algún otro uso humano, e inhabitable para la vida salvaje nativa. Las minas subterráneas chinas sufren hundimientos severos (6–12 metros), impactando negativamente a las tierras agrícolas por no hay drenaje. China algunas área de hundimiento para acua-cultura pero tienen más de los que necesitan para ese propósito. La recuperación del suelo hundido es un problema grande en China. Porque la mayoría del carbón de China es para consumo doméstico y es quemado con un equipo de control de contaminación de aire escaso o nulo, contribuyendo grandemente a humo visible y contaminación severa de aire en zonas industriales.
El 67 % del total de la energía china utiliza carbón.

### Colombia

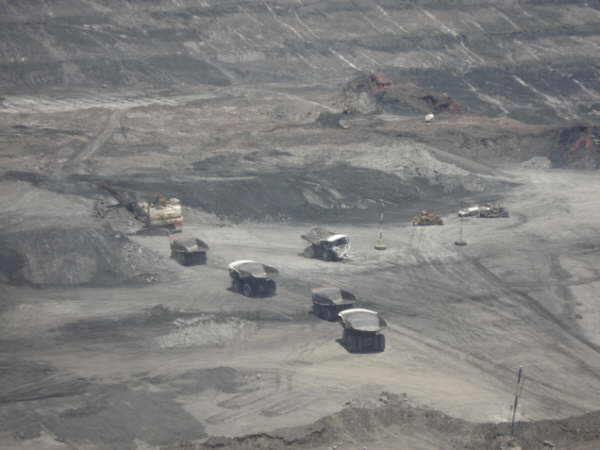
Mina al aire libre en Cerrejón

Algunas de las reservas de carbón mundial más grandes están localizadas en Sudamérica y la Mina de Cerrejón en Colombia es una de las minas más grandes a cielo abierto. La producción de la mina en 2004 fue de 24.9 millones de toneladas (en comparación con la producción de carbón duro total mundial de 4600 millones de toneladas). Cerrejón aportó alrededor de la mitad de las exportaciones de carbón de Colombia de 52 millones de toneladas de ese año, con Colombia considerado como sexto entre las principales naciones exportadoras de carbón. La compañía planeó expandir la producción a 32 millones de toneladas para 2008. ///La compañía tiene su propio ferrocarril de calibre estándar de 150 km, que conecta la mina a su terminal de carga de carbón en Puerto Bolívar, en la costa del Caribe. Hay dos trenes unitarios de 120 vehículos, cada uno con cargando 12 000 toneladas de carbón por viaje. El tiempo de ida y vuelta para cada tren, incluyendo la carga y descarga, es de aproximadamente 12 horas. Las instalaciones de carbón en el puerto son capaces de cargar 4800 toneladas por hora en buques de hasta 175 000 toneladas de peso muerto. La mina, ferrocarril y puerto operan las 24 horas del día. Cerrejón da empleo directo a 4600 trabajadores, con otros 3800 empleados por contratistas. Las reservas en Cerrejón son de bajo azufre, bajo la ceniza, carbón bituminoso. El carbón se utiliza sobre todo para la generación de energía eléctrica, con un poco también se utiliza en la fabricación de acero. La superficie reservas explotables para el contrato actual son 330 millones de toneladas.

### Alemania
Alemania tiene una larga historia con la minería de carbón, remontándose a la Edad Media. La minería de carbón creció grandemente en la Revolución Industrial y en las décadas subsecuentes. Las mayores área de minería estaban alrededor de Aquisgrán y la Región del Ruhr, junto con otras áreas pequeñas a lo largo de Alemania.
Estas áreas crecieron y fueron moldeadas por el desarrollo de la minería de carbón, y esto es aún visible tras el fin de la minería de carbón.
La minería de carbón llegó a su pico en la primera mitad del SXX. Después de 1950, los productores de carbón comenzaron a tener problemas financieros. En 1975, un subsidio fue introducido (Kohlepfennig). En 2007, el Bundestag de Alemania decidió terminar con los subsidios para 2018. Como consecuencia, RAG AG dueño de las 3 minas restantes alemnas anunció su clausura para el 2018, terminando con la minería subterránea de carbón en Alemania. Sin embargo, la minería de lignito a cielo abierto para la producción de electricidad continúa en Renania del Norte-Westfalia y en los estados orientales de Brandeburgo, Sajonia y Sajonia-Anhalt, destacando principalmente el yacimiento de Garzweiler, donde en enero de 2023 y a pesar de la polémica se destruyó la aldea de Lützerath para continuar con las tareas de explotación , la cual pretende finalizar en 2030 . 

### India
La minería de carbón en la India tiene una larga historia de explotación comercial que abarca casi 220 años a partir de 1774 con John Sumner y Suetonius Grant Heatly de la East India Company en el yacimiento de carbón de Raniganj a lo largo de la orilla occidental del río Damodar. Sin embargo, por alrededor de un siglo el crecimiento de la minería de carbón de la India se mantuvo inactiva por falta de demanda pero la introducción de las locomotoras de vapor en 1853 dio un impulso a la misma. Dentro de un corto lapso, la producción aumentó a un promedio anual de 1 millón de toneladas (mt) y la India pudo producir 6,12 m por año para el 1900 y 18 m por año en 1920. La producción recibió un impulso repentino de la Primera Guerra Mundial, pero fue a través de una caída en los primeros años treinta. La producción alcanzó un nivel de 29 m por 1942 y 30 m por 1946.
Con el advenimiento de la independencia, el país se embarcó en los planes de desarrollo de 5 años. Al comienzo del primer plan, la producción anual subió a 33 m. Durante el período del primer de Plan, la necesidad de aumentar la producción de carbón de manera eficiente por el desarrollo sistemático y científico de la industria del carbón se comenzaba a sentir. La creación de la Corporación Nacional Carbón para el Desarrollo de Carbón(NCDC), un Gobierno de la India encargado en 1956 con las minas de carbón de propiedad de los ferrocarriles como su núcleo era el primer paso importante hacia el desarrollo planificado de la industria india de Carbón. Junto con la Compañía Ltd. de las minas Singareni (SCCL), que ya estaba en funcionamiento desde 1945 y que se convirtió en una empresa del Gobierno bajo el control del Gobierno de Andhra Pradesh en 1956, la India por lo tanto tenía dos compañías de carbón del Gobierno en los años cincuenta. SCCL es ahora una empresa conjunta del Gobierno de Telangana y del Gobierno de la India compartiendo su patrimonio en proporción 51:49

### Japón

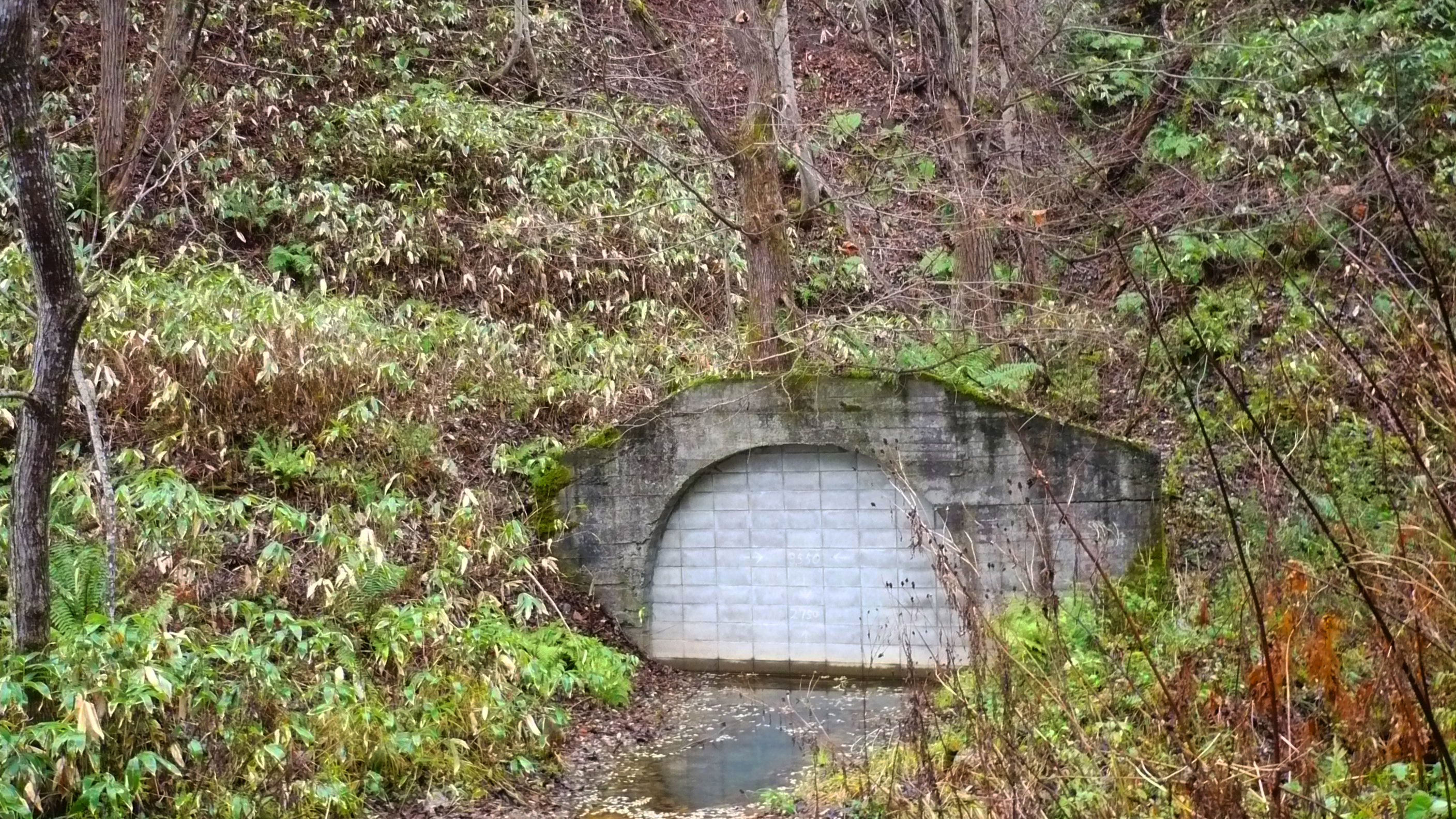
El Daikōdō (大抗道), la primera galería de la mina Horonai (1879).(También conocida como el Otowakõ (音羽坑))

El archipiélago nipón cuenta con cuatro islas principales, los depósitos de carbón más ricos se ha encontrado en el sumo norte y el sur de la isla: Hokkaidō y Kyushu.
Japón tiene una larga historia que data de la minería del carbón de vuelta al Período Sengoku. Se ha dicho que el primer carbón ha sido descubierto por un par de los agricultores en la región de Ōmuta (Fukuoka), centro de Kyushu en 1469. Nueve años más tarde, en 1478, los agricultores locales descubrieron piedras candentes en el norte de la isla, lo que significó el inicio de la explotación de la cuenca carbonífera Chikuho
El descubrimiento de los yacimientos de carbón en el norte fueron sólo a partir de la industrialización japonesa. Una de las primeras minas en Hokkaido fue la mina de carbón Hokutan Horonai. (see picture)

### Rusia
Rusia fue clasificado como el quinto país productor de carbón en el mundo en 2010, con una producción total de 316,9 millones de toneladas. Rusia por sí solo es el poseedor de la segunda reserva de carbón más grande del mundo. Rusia tiene derechos iguales sobre el carbón localizado en el Archipiélago del Ártico de Svalbard, en acuerdo con el Tratado de Svalbard.

### España
España fue clasificado mundialmente como el país productor de carbón número 30 en 2010. Principalmente la minería del carbón se desarrolla en Asturias, León, Palencia y Aragón. Actualmente solo quedan abiertas dos minas, ubicadas en Mieres (Asturias) y otra en Villablino (León).
Existen museos dedicados a la minería de carbón en la región de Cataluña, llamado Museo de las Minas de Serchs, en Asturias, el M.U.M.I.: Museo de la Minería y la Industria de Asturias y en Barruelo de Santullán (Palencia).

### Sudáfrica
Sudáfrica es uno de los 10 países productores de carbón y el cuarto país exportador de carbón más grande del mundo.

### Taiwán<China>

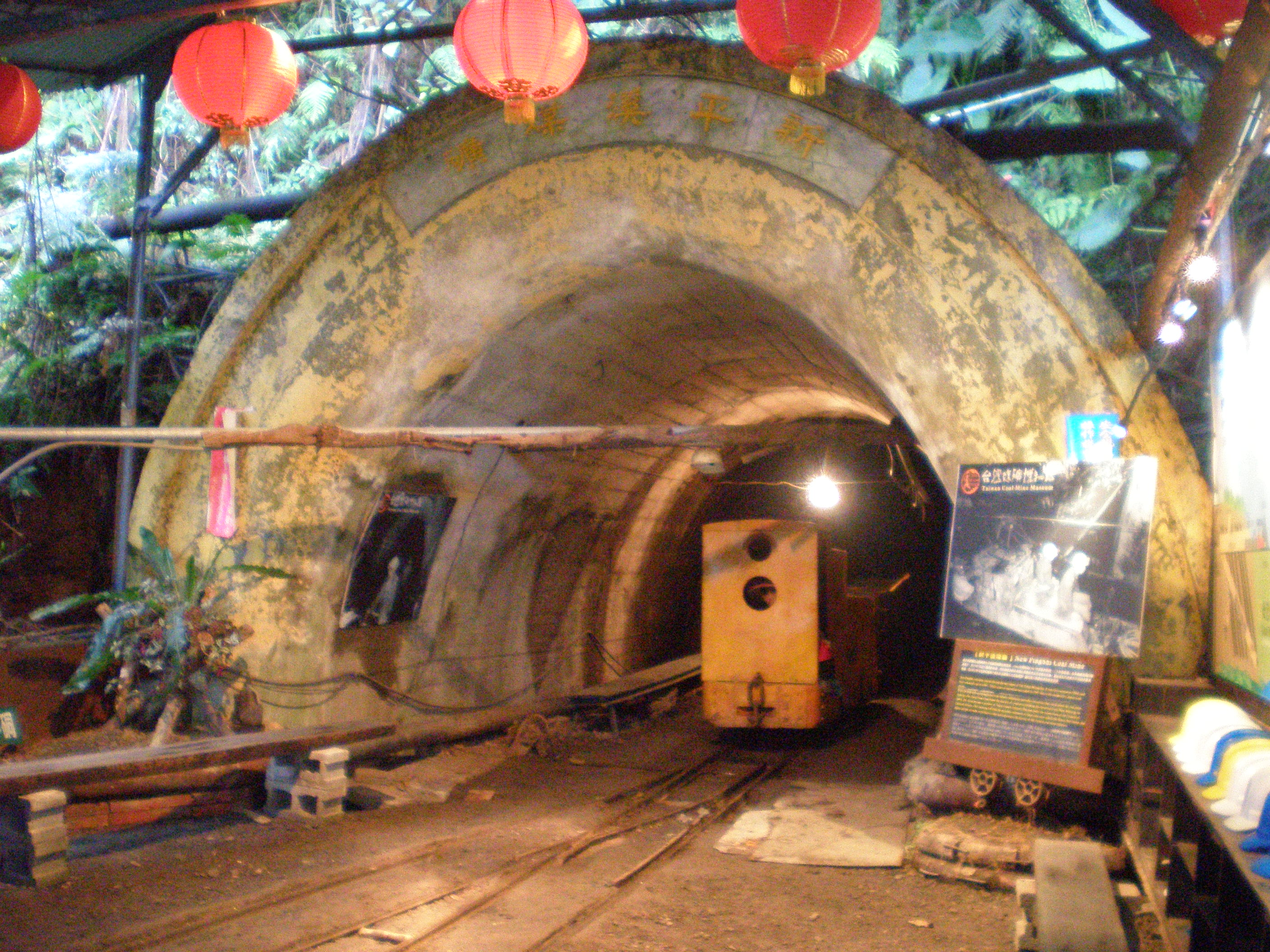
Mina de carbón abandonada en Pingxi, Nuevo Taipéi.

En Taiwán, el carbón se distribuye principalmente en el área norte. Todos los depósitos de carbón comercial ocurrieron en tres formaciones producidas en el Mioceno, las cuales son las Medidas Superior, Media e Inferior. La Media era la más importante con su amplia distribución, grandes cantidades de camas de carbón y sus extensas reservas potenciales. Taiwán tiene reservas de carbón estimadas de 100–180 m. No obstante, la producción de carbón ha sido pequeña, logrando 6948 toneladas métricas mensuales de 4 fosas antes de que la producción cesara efectivamente en 2000. La mina abandonada en Pingxi District, Nuevo Taipéi se convirtió en el Museo de Mina de Carbón de Taiwán.

### Ucrania
En 2012 la producción de carbón en Ucrania lograba 85 946 millones de toneladas, arriba 4,8 % de 2011. El consumo de carbón ese mismo año aumentó a 61 207 millones de toneladas, un 6,2 % más en comparación con 2011.
Más del 90 % de la producción de carbón de Ucrania proviene de la Cuenca Donéts. La industria de carbón del país da trabajo a alrededor de 500 000 personas. Las minas de carbón de Ucrania se encuentran entre las más peligrosas del mundo, siendo los accidente muy comunes. Además, el país está lleno de minas ilegales extremadamente peligrosas.

### Reino Unido
El Reino Unido fue calificado como el vigésimo cuarto país productor de carbón en 2010, con una producción total de 18.2 millones de toneladas. La minería de carbón en el Reino Unido data, probablemente, de los tiempos romanos, y fue una fuerza impulsora detrás de la Revolución Industrial. Como resultado de su larga historia con el carbón las reservas británicas se han empobrecido, y ahora más del doble del carbón es importado más que producido.

### Estados Unidos

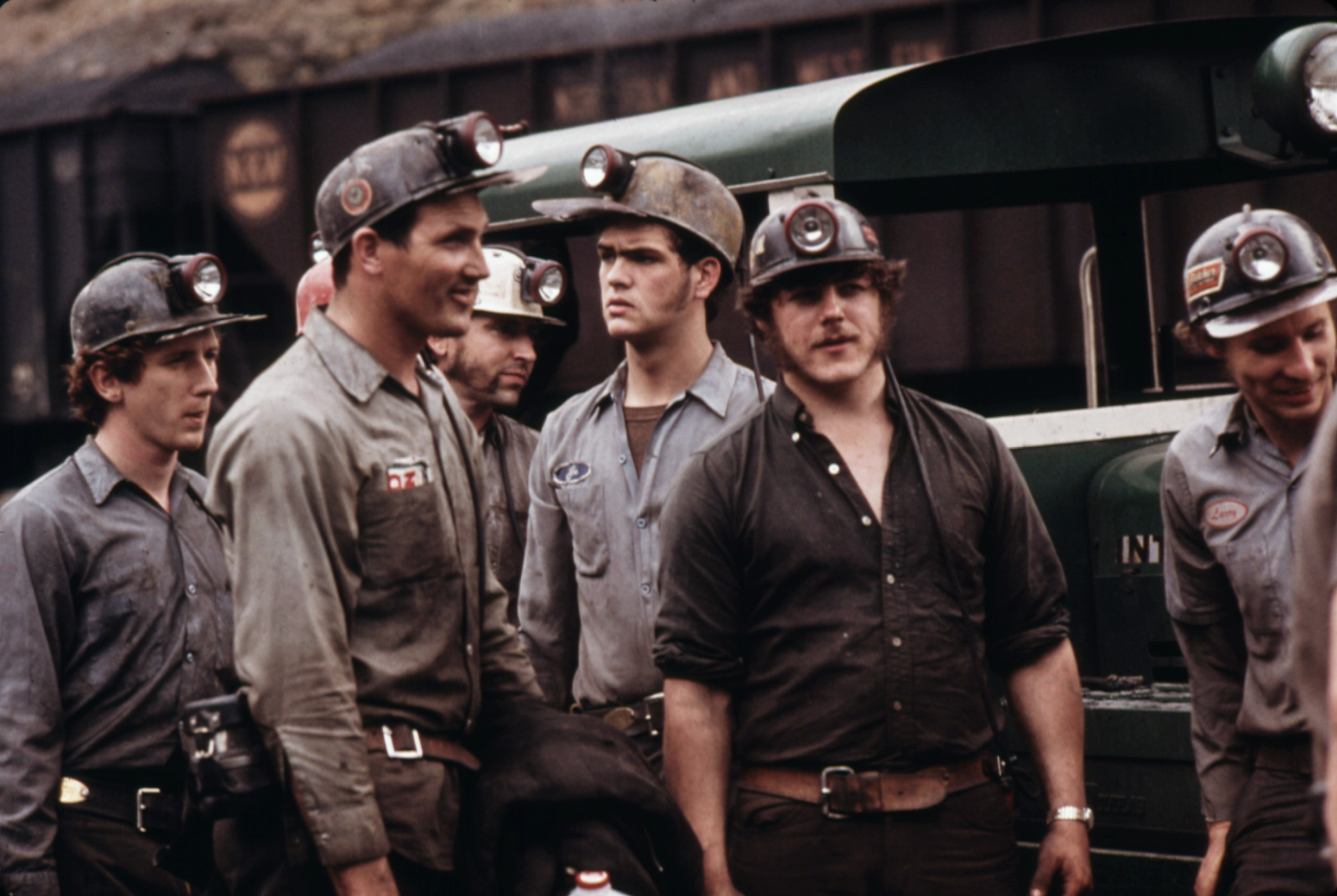
Mineros en la Compañía de Minería Virginia-Pocahontas en 1974

La aportación americana de la producción mundial de carbón permanecía constante aproximadamente del 20 % de 1980 a 2005, alrededor de un billón de toneladas cortas por año. Estados Unidos estaba considerado como el segundo país productor de carbón en 2010, y posee la reserva de carbón más grande en el mundo. En 2008 el entonces presidente de los Estados Unidos George W. Bush declaró que el carbón era la fuente más confiable de electricidad.
Sin embargo, en 2011 el presidente Barack Obama mencionó que EE.UU. debía confiar más en recursos energéticos "limpios", cuyas emisiones contaminantes de dióxido de carbono fueran menores o nulas. A partir de 2013, mientras el consumo doméstico de carbón para la generación eléctrica era desplazado por el uso de gas natural, las exportaciones iban en aumento. Dicho aumento de la producción de EE.UU. proviene de las minas de franjas en el oeste de Estados Unidos, tal como las de la Cuenca del Río Powder en Wyoming y Montana.